# قصر باییل

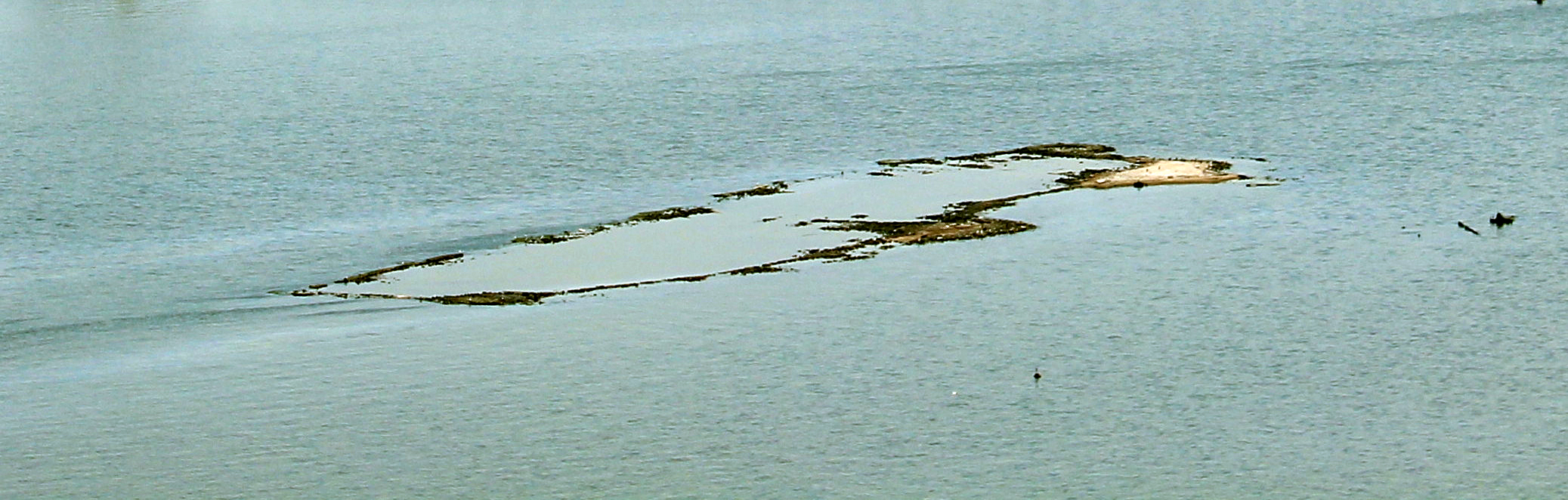
قصر باییل

قصر باییل (به ترکی آذربایجانی: Bayıl qalası) اثر معماری باستانی می‌باشد، که در قرابت آبدرهٔ «باییل» شهر باکو وجود داشته و امروزه زیر آب‌های دریای خزر فرورفته است. این اثر باستانی که، بر اساس سبک معماری شیروان- آبشوران در قرن ۸ بنا شده‌است، گاهی با نوسان سطح آب‌های دریا مرئی و نامرئی می‌شود.

## تاریخ قصر باییل
با وجود اینکه در منابع مختلفی از این قصر به عنوان «شهر زیر دریایی»، «سنگ‌های باییل»، «دژ صبائل»، «کاروانسرا»، «خانه‌گاه»، «کمرؤکخانه» و… یاد شده و می‌شود، و لیکن این قصر در ادبیات علمی به‌عنوان «قصر باییل» معروف است.
قصر مطابق با شکل جزیره ای که، در آن قرار دارد، به صورت نمایی متمایل به درازی احداث شده‌است. طول آن ۱۸۰ و عرضش ۳۵ متر است.
دیوارهای قصر با ساخت شش برج نیم دایره در سمت شرق و پنج برج مشابه در غرب مستحکم شده‌است. تکمیل ساخت و ساز این قصر در دوره تاریخی پر از تشنج و بحران‌های نظامی- سیاسی یعنی هنگام یورش‌های مغول‌ها به خاورمیانه (مابین سال‌های ۱۲۳۴ الی ۱۲۳۵) صورت گرفته‌است؛ ولی این قصر که، در جزیره ای نزدیک به ساحل دریا بنا شده بود، برای مدت مدیدی پا بر جا نمانده‌است. دانشمندان بر این باورند که، قصر بر اثر وقوع زمین لرزهٔ مهیب و شدیدی به سال ۱۳۰۶ زیر آب‌های دریا رفته‌است.
عارف اردبیلی در داستان خود به نام «فرهادنامه» که، در سال ۱۳۶۹ نوشته‌است، آورده‌است:
قصری در درون دریا در باکو وجود دارد
که قصر این شهر نو زیر آب‌ها پنهان است.
جای شبهه ندارد که، شاعر با این مصراع‌ها به قصر باییل اشاره نموده‌است. عارف اردبیلی این قصر را پس از یک قرن از تکمیل ساختش دیده بود. قصر شهر نو اصطلاحی بود که، مردم آن روزگار بدین قصر می‌گفتند. اصطلاح یاد شده نیز این واقعیت را که، قصر باییل قصر شهر و از اجزای سامانهٔ دفاعی باکو بوده‌است، محرز می‌کند.

## تحقیق قصر

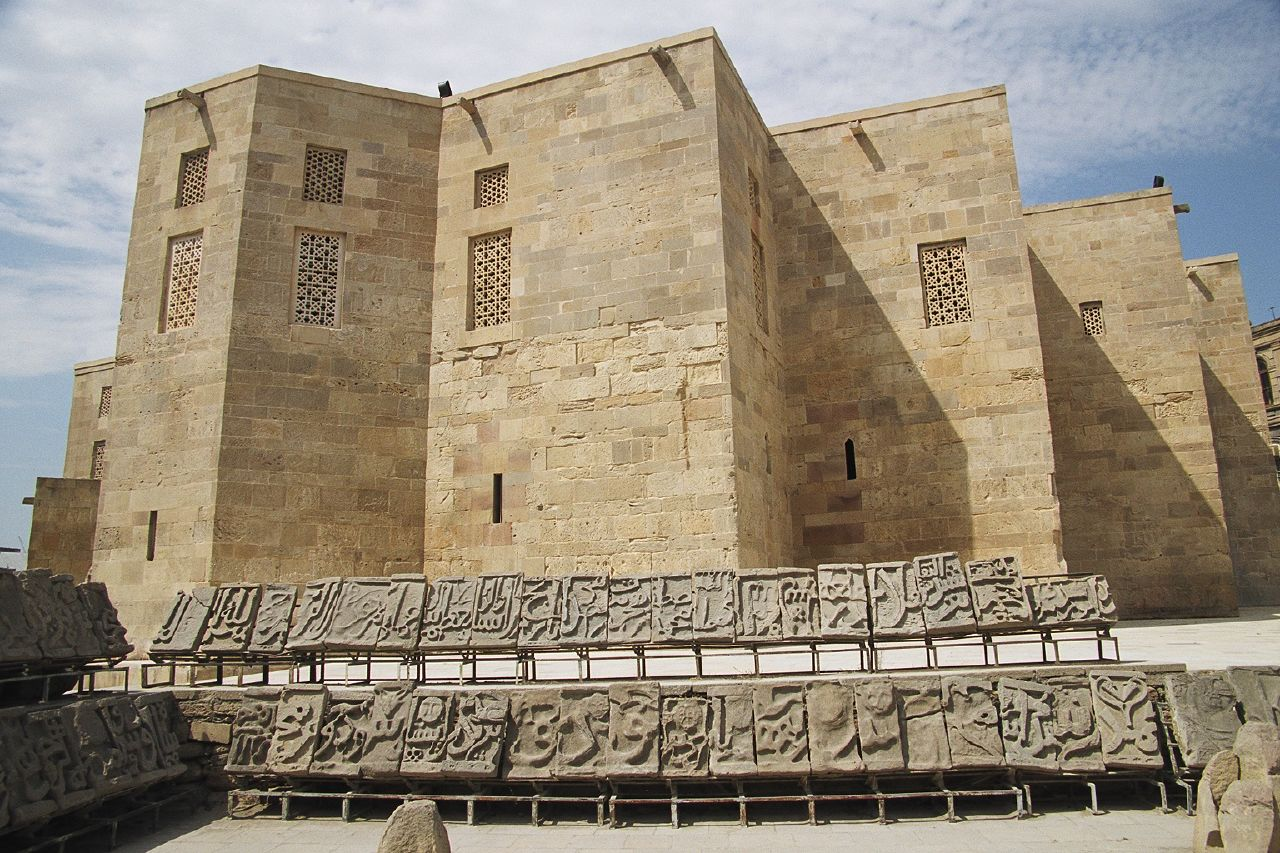
کتیبه‌های متعلق به قصر باییل که از سوی آکادمی ملی علوم جمهوری آذربایجان یافت شده‌است

علی‌رغم اینکه بالغ بر ۶۰ سال است، که تحقیق‌هایی در رابطه با قصر باییل صورت می‌گیرد، ولی دانشمندان قبلاً از وجود آن زیر دریا مطلع بودند. به عنوان مثال، در نقشهٔ خلیج باکوی کشیده شده از سوی نقشه کشان روس در سال ۱۷۸۲ آمده‌است، که قصر مذکور در حال بالا آمدن از بیخ دریا ست. پس از این «برزین» خاورشناس روس که، در سال ۱۸۴۸ به باکو مسافرت کرده بود و عباس قلی آقا باکوخانف، دانشمند برجسته آذربایجانی گزارش‌های مفصلی ارائه داده‌اند.
سده‌ها بعد از تکمیل ساخت، قصر بار دیگر روی سطح دریا رویت پذیر بوده‌است. بسیاری از کارشناسان معتقدند، که این قصر نظیر سایر آثار تاریخی آب‌شوران تخریب شده و هیچ نشانه ای از آن به جا نمانده‌است، در صورتی که آن زیر دریا فرونرفته باشد. در نتیجهٔ کاوش‌های باستان‌شناسی انجام شده در محل قرارگیری قصر، فی‌مابین سال‌های ۱۹۳۹ تا ۱۹۶۹، ۷۰۰ لوحهٔ سنگی کتبی از زیر آوارهای دیوارهای قصر و پایین آب یافت شده‌است. این لوحه‌های سنگی عمیقاً حک شده، در گذشته آثار نادر خوش‌نویسی و مجسمه‌سازی بوده‌است.